# Kyō no Go no Ni
Kyō no Go no Ni (今日の5の2("Idag, i klass 5-2") är debutmangan av Koharu Sakuraba. Som namnet antyder får läsaren följa Klass 5-2 och främst då Ryōta Satō och Chika Koizumi. Serien kom som manga 2002-2003, men konverterades även senare till anime för TV Tokyo 2008